# Paphiopedilum haynaldianum
Paphiopedilum haynaldianum é uma espécie de orquídea (Orchidaceae) do Sudeste Asiático.